# Загужане
Загужане је насељено место града Лесковца у Јабланичком округу. Према попису из 2022. било је 266 становника.

## Положај села
Загужане је подигнуто на обалама Туловске реке, на благо заталасаној дилувијалној тераси, кроз коју је Туловска река измоделирала своју долину. Долина се шири у правцу југоистока, а сужава у супротном правцу, а земљиште се благо спушта ка долини Јужне Мораве а пење према југозападу ка планини Кукавици.

## Име села
Не постоји никаква легенда о постанку имена овога села.
Ако би се служили лексичком медотодом и посматрали етимолошку реч Загужане, могло би се рећи да је село добило име са значењем: насеље је подигнуто позади, иза неког које постоји испред. Могуће је да име села дошло због тога што је подигнуто иза неког луга, дакле Залужане па временом постало Загужане.

## Демографија
У насељу Загужане живи 277 пунолетних становника, а просечна старост становништва износи 44,0 година (43,0 код мушкараца и 45,0 код жена). У насељу има 97 домаћинстава, а просечан број чланова по домаћинству је 3,49.
Ово насеље је великим делом насељено Србима (према попису из 2002. године).
|             | \| Демографија[1] \| Демографија[1] \| Демографија[1] \| \| Година \| Становника \| Становника \| \| -------------- \| -------------- \| -------------- \| \| 1948. \| 524 \| \| \| 1953. \| 541 \| \| \| 1961. \| 445 \| \| \| 1971. \| 420 \| \| \| 1981. \| 359 \| \| \| 1991. \| 382 \| 364 \| \| 2002. \| 339 \| 363 \| \| 2011. \| 310 \| \| \| 2022. \| 266 \| \| |            |
| Демографија | |            |
| Година      | Становника | Становника |
| 1948.       | 524 |            |
| 1953.       | 541 |            |
| 1961.       | 445 |            |
| 1971.       | 420 |            |
| 1981.       | 359 |            |
| 1991.       | 382 | 364        |
| 2002.       | 339 | 363        |
| 2011.       | 310 |            |
| 2022.       | 266 |            |

| Етнички састав према попису из 2002.‍ | Етнички састав према попису из 2002.‍ | Етнички састав према попису из 2002.‍ | Етнички састав према попису из 2002.‍ | Етнички састав према попису из 2002.‍ |
| ------------------------------------ | ------------------------------------ | ------------------------------------ | ------------------------------------ | ------------------------------------ |
|                                      |                                      |                                      |                                      |                                      |
| Срби                                 | Срби                                 |                                      | 338                                  | 99,70%                               |
| непознато                            | непознато                            |                                      | 1                                    | 0,29%                                |

| Година пописа     | 1948. | 1953. | 1961. | 1971. | 1981. | 1991. | 2002. |
| ----------------- | ----- | ----- | ----- | ----- | ----- | ----- | ----- |
| Број домаћинстава | 75    | 86    | 80    | 82    | 85    | 91    | 97    |

| Број чланова      | 1  | 2  | 3  | 4  | 5  | 6  | 7 | 8 | 9 | 10 и више | Просек |
| ----------------- | -- | -- | -- | -- | -- | -- | - | - | - | --------- | ------ |
| Број домаћинстава | 15 | 20 | 14 | 18 | 12 | 16 | 2 | 0 | 0 | 0         | 3,49   |

| Пол    | Укупно | Неожењен/Неудата | Ожењен/Удата | Удовац/Удовица | Разведен/Разведена | Непознато |
| ------ | ------ | ---------------- | ------------ | -------------- | ------------------ | --------- |
| Мушки  | 145    | 25               | 104          | 15             | 1                  | 0         |
| Женски | 144    | 12               | 106          | 24             | 2                  | 0         |
| УКУПНО | 289    | 37               | 210          | 39             | 3                  | 0         |

| Пол    | Укупно                    | Пољопривреда, лов и шумарство | Рибарство                            | Вађење руде и камена | Прерађивачка индустрија       |
| ------ | ------------------------- | ----------------------------- | ------------------------------------ | -------------------- | ----------------------------- |
| Мушки  | 67                        | 26                            | 0                                    | 0                    | 6                             |
| Женски | 32                        | 18                            | 0                                    | 0                    | 7                             |
| УКУПНО | 99                        | 44                            | 0                                    | 0                    | 13                            |
| Пол    | Производња и снабдевање   | Грађевинарство                | Трговина                             | Хотели и ресторани   | Саобраћај, складиштење и везе |
| Мушки  | 4                         | 10                            | 6                                    | 0                    | 5                             |
| Женски | 0                         | 0                             | 3                                    | 0                    | 1                             |
| УКУПНО | 4                         | 10                            | 9                                    | 0                    | 6                             |
| Пол    | Финансијско посредовање   | Некретнине                    | Државна управа и одбрана             | Образовање           | Здравствени и социјални рад   |
| Мушки  | 0                         | 0                             | 5                                    | 1                    | 1                             |
| Женски | 0                         | 1                             | 0                                    | 1                    | 1                             |
| УКУПНО | 0                         | 1                             | 5                                    | 2                    | 2                             |
| Пол    | Остале услужне активности | Приватна домаћинства          | Екстериторијалне организације и тела | Непознато            | Непознато                     |
| Мушки  | 2                         | 0                             | 0                                    | 1                    | 1                             |
| Женски | 0                         | 0                             | 0                                    | 0                    | 0                             |
| УКУПНО | 2                         | 0                             | 0                                    | 1                    | 1                             |

## Порекло становништва
У првом српском попису одмах по ослобођењу ових крајева Загужане је имало 41 кућу.
Према попису из 1953. године у овом селу је било 86 домаћинстава и 541 становник, док је 1971. године имало 82 домаћинства са само 420 становника.
Данас у Загужану живе ови родови:

#### Староседеоци:
-Зајци, Бегови, Вампирови-Деда Нешини, Штурмини, Митићи, Јанчићи, Цилини-Кисерци, Петковци, Тункини, Симонови – блиски Тункинима и Зојкини.

#### Непознатог порекла:
-Стојилкови, Мењини, Сиркини (Стојан Сирка), Митини (Митићи) и Борко Павловић звани Поп.
-Денчини су пореком из Шумадије.
-Бивкини су пореклом из Шумадије.
-Купусарови су из власотиначке Каменице.
-Свакарови су из Пресечине.
-Новкови су из Ораовице.
-Динини су пореклом из Варварина. 